# Leichtathletik-Weltmeisterschaften 1999/Speerwurf der Frauen

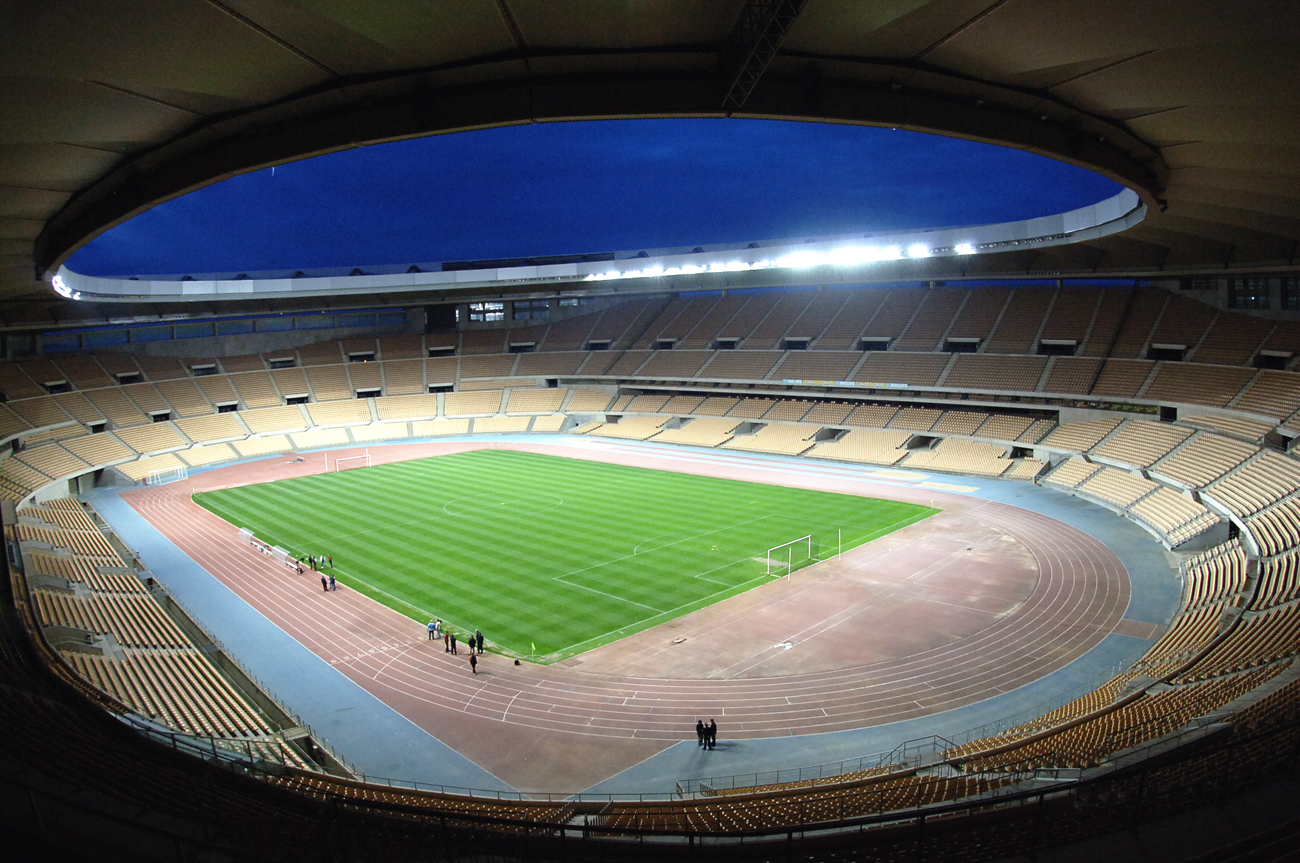
Das Olympiastadion von Sevilla im Jahr 2011

Der Speerwurf der Frauen bei den Leichtathletik-Weltmeisterschaften 1999 wurde am 26. und 28. August 1999 im Olympiastadion der spanischen Stadt Sevilla ausgetragen.
Erstmals wurde bei den Weltmeisterschaften ein im Weltmeisterschaftsjahr modifizierter Speer mit einem nach vorne verlagerten Schwerpunkt eingesetzt. Bei den Männern war diese Umstellung bereits 1986 erfolgt. Der Hauptgrund dafür lag in der Messproblematik, die durch den flachen Auftreffwinkel der alten Speermodelle entstand. Oft gab es keine oder eine nur schwer erkennbare Marke, die der Speer beim Auftreffen hinterließ, was die Weitenmessung häufig sehr schwierig oder den Wurf manchmal sogar ungültig machte. Durch den beim neuen Speer nach vorne verlagerten Schwerpunkt wurden beide Probleme behoben.
Ihren ersten Weltmeistertitel errang Mirela Manjani, die bis 1997 für ihr Geburtsland Albanien gestartet war und nach ihrer Heirat nun die griechische Staatsbürgerschaft besaß. Sie gewann vor der früheren Belarussin und nun für Russland startenden Vizeeuropameisterin von 1998 Tatjana Schikolenko. Bronze ging an die zweifache Weltmeisterin (1993/1997), Olympiadritte von 1996 und amtierende Europameisterin Trine Hattestad aus Norwegen.

## Bestehende Rekorde
| Weltrekord               | Weltrekord und WM-Rekord vakant, da seit dem 1. April 1999 veränderter Speer vorgeschrieben | Weltrekord und WM-Rekord vakant, da seit dem 1. April 1999 veränderter Speer vorgeschrieben | Weltrekord und WM-Rekord vakant, da seit dem 1. April 1999 veränderter Speer vorgeschrieben | Weltrekord und WM-Rekord vakant, da seit dem 1. April 1999 veränderter Speer vorgeschrieben |
| Weltmeisterschaftsrekord | Weltrekord und WM-Rekord vakant, da seit dem 1. April 1999 veränderter Speer vorgeschrieben | Weltrekord und WM-Rekord vakant, da seit dem 1. April 1999 veränderter Speer vorgeschrieben | Weltrekord und WM-Rekord vakant, da seit dem 1. April 1999 veränderter Speer vorgeschrieben | Weltrekord und WM-Rekord vakant, da seit dem 1. April 1999 veränderter Speer vorgeschrieben |

Anmerkung zu den Rekorden:
Die Norwegerin Trine Hattestad stellte am 28. Juli 1999 mit 68,19 m eine Weltbestleistung mit dem neu vorgeschriebenen Speer auf, der allerdings inoffiziell blieb. So war die hier im Finale am 28. August erzielte Weite von 67,09 m der griechischen Weltmeisterin Mirela Manjani nicht nur der neue Weltmeisterschaftsrekord, sondern auch der erste offizielle Weltrekord mit dem neuen Wurfgerät.

## Legende
Kurze Übersicht zur Bedeutung der Symbolik – so üblicherweise auch in sonstigen Veröffentlichungen verwendet:
| – | verzichtet                            |
| x | ungültig                              |
| r | Wettkampf nicht fortgesetzt (retired) |

## Qualifikation
Dreißig Teilnehmerinnen traten in zwei Gruppen zur Qualifikationsrunde an. Die Qualifikationsweite für den direkten Finaleinzug betrug 61,00 m. Acht Athletinnen übertrafen diese Marke (hellblau unterlegt). Das Finalfeld wurde mit den vier nächstplatzierten Sportlerinnen auf zwölf Werferinnen aufgefüllt (hellgrün unterlegt). So mussten schließlich 60,11 m für die Finalteilnahme erbracht werden.

### Gruppe A

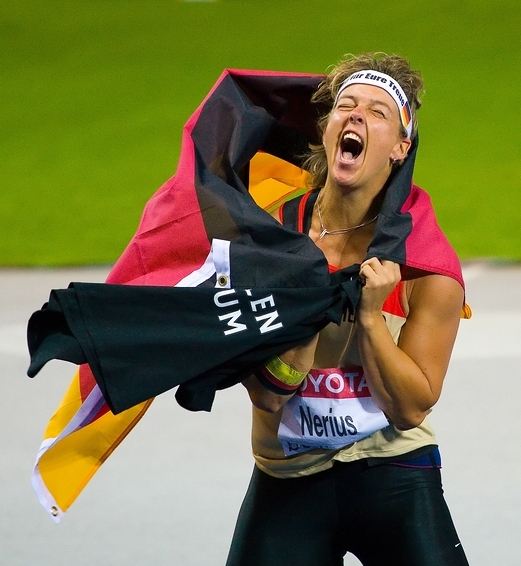
Seit 1993 war Steffi Nerius schon bei Weltmeisterschaften dabei, hier scheiterte sie mit 58,43 m in der Qualifikation – ihre großen Erfolge mit dem Höhepunkt des WM-Titels 2009 (Foto) standen noch aus

26. August 1999, 18:45 Uhr
| Platz | Name                | Nation              | Resultat (m) | 1. Versuch (m) | 2. Versuch (m) | 3. Versuch (m) |
| 1     | Trine Hattestad     | Norwegen            | 62,67 CR     | 62,67          | –              | –              |
| 2     | Osleidys Menéndez   | Kuba                | 62,07        | 62,07          | –              | –              |
| 3     | Tatjana Schikolenko | Russland            | 61,78        | 61,78          | –              | –              |
| 4     | Sonia Bisset        | Kuba                | 61,63        | 61,63          | –              | –              |
| 5     | Mikaela Ingberg     | Finnland            | 61,50        | 58,86          | 59,35          | 61,50          |
| 6     | Wei Jianhua         | Volksrepublik China | 61,39 AS     | 61,39          | –              | –              |
| 7     | Louise Currey       | Australien          | 60,83        | 60,83          | 59,62          | 56,51          |
| 8     | Karen Forkel        | Deutschland         | 60,40        | 55,66          | 60,40          | 59,04          |
| 9     | Felicia Țilea       | Rumänien            | 60,11        | 60,11          | x              | 57,78          |
| 10    | Genowefa Patla      | Polen               | 59,50        | 55,17          | 59,50          | 56,27          |
| 11    | Rita Ramanauskaitė  | Litauen             | 58,60        | 57,25          | 58,60          | x              |
| 12    | Steffi Nerius       | Deutschland         | 58,43        | 58,43          | 57,07          | 57,05          |
| 13    | Evfemija Štorga     | Slowenien           | 53,54        | x              | 53,26          | 53,54          |
| 14    | Gurmeet Kaur Rai    | Indien              | 51,97        | 51,97          | 51,76          | 47,90          |
| 15    | Sabina Moya         | Kolumbien           | 47,27        | x              | 47,27          | 44,27          |

### Gruppe B
26. August 1999, 20:40 Uhr
| Platz | Name                | Nation              | Resultat (m) | 1. Versuch (m) | 2. Versuch (m) | 3. Versuch (m) |
| 1     | Oksana Makarowa     | Russland            | 63,83 CR     | 63,83          | –              | –              |
| 2     | Mirela Manjani      | Griechenland        | 61,45        | 61,45          | –              | –              |
| 3     | Taina Uppa          | Finnland            | 60,51        | 60,51          | –              | –              |
| 4     | Ana Mirela Țermure  | Rumänien            | 58,52        | 58,52          | x              | 56,01          |
| 5     | Liang Lili          | Volksrepublik China | 58,43        | 49,41          | 58,43          | 55,96          |
| 6     | Lavern Eve          | Bahamas             | 57,97        | 55,22          | 55,79          | 57,97          |
| 7     | Xiomara Rivero      | Kuba                | 57,48        | x              | x              | 57,48          |
| 8     | Nadine Auzeil       | Frankreich          | 57,33        | 54,62          | 55,92          | 57,33          |
| 9     | Nikola Tomečková    | Tschechien          | 56,88        | 54,55          | x              | 56,88          |
| 10    | Ewa Rybak           | Polen               | 56,41        | 55,12          | 56,41          | 56,14          |
| 11    | Khristina Georgieva | Bulgarien           | 55,79        | 55,79          | 54,90          | 54,57          |
| 12    | Linda Bluetrich     | USA                 | 52,31        | 50,26          | 52,31          | 52,17          |
| 13    | Lee Young-Sun       | Südkorea            | 51,36        | 50,33          | 51,36          | 51,31          |
| NM    | Maka Obolashvili    | Georgien            | ogV          | x              | x              | r              |
| NM    | Tanja Damaske       | Deutschland         | ogV          | –              | –              | r              |

## Finale
28. August 1999, 19:10 Uhr
| Platz | Name                | Nation              | Resultat (m) | 1. Versuch (m) | 2. Versuch (m) | 3. Versuch (m) | 4. Versuch (m)                              | 5. Versuch (m)                              | 6. Versuch (m)                              |
| 1     | Mirela Manjani      | Griechenland        | 67,09 WR     | 62,41          | 66,33          | 67,09          | 66,33                                       | x                                           | x                                           |
| 2     | Tatjana Schikolenko | Russland            | 66,37        | 63,75          | 62,28          | x              | 62,21                                       | 66,37                                       | x                                           |
| 3     | Trine Hattestad     | Norwegen            | 66,06        | 63,73          | 66,06          | 62,56          | 64,24                                       | 63,42                                       | 63,85                                       |
| 4     | Osleidys Menéndez   | Kuba                | 64,61        | 64,61          | 61,12          | 63,18          | 62,55                                       | 63,74                                       | 62,54                                       |
| 5     | Louise Currey       | Australien          | 64,38        | 60,39          | x              | 60,89          | 64,38                                       | 61,10                                       | 60,75                                       |
| 6     | Sonia Bisset        | Kuba                | 63,52        | 61,62          | 61,74          | x              | 63,52                                       | 61,08                                       | x                                           |
| 7     | Wei Jianhua         | Volksrepublik China | 62,97 AS     | 58,92          | 62,27          | 62,97          | x                                           | x                                           | 57,66                                       |
| 8     | Oksana Makarowa     | Russland            | 62,67        | 59,23          | 62,67          | x              | x                                           | 60,16                                       | x                                           |
| 9     | Mikaela Ingberg     | Finnland            | 60,48        | 56,48          | 59,36          | 60,48          | nicht im Finale der besten acht Werferinnen | nicht im Finale der besten acht Werferinnen | nicht im Finale der besten acht Werferinnen |
| 10    | Taina Uppa          | Finnland            | 59,83        | x              | 59,83          | x              | nicht im Finale der besten acht Werferinnen | nicht im Finale der besten acht Werferinnen | nicht im Finale der besten acht Werferinnen |
| 11    | Felicia Țilea       | Rumänien            | 59,24        | 59,24          | 58,24          | x              | nicht im Finale der besten acht Werferinnen | nicht im Finale der besten acht Werferinnen | nicht im Finale der besten acht Werferinnen |
| 12    | Karen Forkel        | Deutschland         | 54,65        | 64,51          | 54,65          | x              | nicht im Finale der besten acht Werferinnen | nicht im Finale der besten acht Werferinnen | nicht im Finale der besten acht Werferinnen |

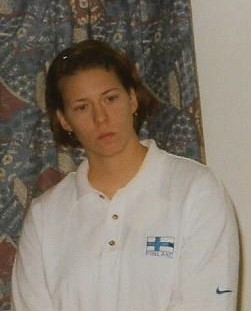
Die neuntplatzierte Mikaela Ingberg, 1998 EM-Dritte
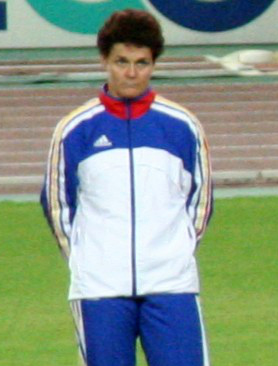
Rang elf für Felicia Țilea, 1995 Vizeweltmeisterin und 1994 EM-Dritte

## Video
- World Championship Sevilla 1999-Mirela Manjani Gold medal Javelin throw women, Video veröffentlicht am 29. Oktober 2013 auf youtube.com, abgerufen am 2. August 2020